# Storage Battery Power Company
Storage Battery Power Company war ein US-amerikanischer Hersteller von Automobilen. Eine Quelle gibt davon abweichend Electra Storage Battery Power Company an.

## Unternehmensgeschichte
Das Unternehmen hatte seinen Sitz in Chicago in Illinois. Hauptsächlich stellte es Batterien und weitere Teile für andere Hersteller von Elektroautos her. Ab 1913 entstanden eigene Automobile. Der Markenname lautete Electra. 1913 oder 1915 endete die Fahrzeugproduktion.
Es ist nicht bekannt, wann das Unternehmen aufgelöst wurde.
Es gab keine Verbindung zur Electra Manufacturing Company aus Los Angeles, die ebenfalls Fahrzeuge als Electra verkaufte.

## Fahrzeuge
Im Angebot standen Elektroautos. Der Elektromotor leistete 2,5 PS und trieb die Hinterachse an. Viele Teile wurden selber hergestellt. Einzige Karosserieform war ein zweisitziger Roadster. Das Fahrgestell hatte 216 cm Radstand. Der Neupreis betrug 750 US-Dollar.